# Тяньтун-1
Тяньтун-1 (кит. трад. 天通一号, пиньинь Tiān tōng yī hào, палл. тяньтун и хао или Tiantong-1) — первый китайский спутник системы мобильной связи. Он был создан Китайской академией космических технологий.

## Запуск
Запуск был произведён 6 августа 2016 года в 16:22 UTC (19:22 ДМВ), с 3-й площадки космодрома Сичан в провинции Сычуань с помощью ракеты-носителя Чанчжэн-3B/G2 (код пусковой кампании 07-73), которая вывела спутник на геопереходную орбиту (41725 / 2016-048A). Параметры спутника после отделения от последней ступени носителя составляют 193 x 35851 км x 28.59 град.

## Назначение
Спутник «Тяньтун-1» и наземная система мобильной связи сформируют единую сеть, которая будет предоставлять услуги мобильной связи Китаю, прилегающим к нему странам, Среднему Востоку и Африке, а также на большей части Тихого и Индийского океанов. Спутник третьего поколения Тяньтун-1 предназначен для передачи голосовой и цифровой информации самолетам, автомобилям и морскому транспорту.